# Umm an Nasan
Umm an Nasan ou Um-Al Na’san, en arabe ام النعسان, est une île de Bahreïn située dans le golfe de Bahreïn, dans le golfe Persique. Longue de 7 km et large de 5 km; elle a une superficie de 20 km2.
Située à l'ouest de l'île de Bahreïn, elle est traversée à son extrémité Nord par 1 500 mètres d'une petite partie de la chaussée du roi Fahd, une succession de ponts et de digues reliant l'Arabie saoudite à Bahreïn. 
Il s'agit d'une île privée appartenant à Hamad bin Isa Al Khalifa, roi de Bahreïn, qui y dispose d'un palais situé sur la côte septentrionale et accessible par un demi-échangeur depuis la chaussée du roi Fahd en direction de Bahreïn. Au sud de la voie rapide, l'île est désertique mais comporte deux palmeraies à l'ouest et au sud, accessibles par une route menant à une autre résidence à la pointe sud-ouest de l'île. 
Umm an Nasan est également reliée à l'île de Jidda située au nord et qui comporte des résidences par une autre chaussée de 1,6 kilomètre de longueur.